# Dieter Erich Meyer
Dieter Erich Meyer ( 1926 - 1982 ) fue un botánico, y pteridólogo austríaco. Trabajó extensamente en el "Jardín Botánico y Museo de Berlín".

## Algunas publicaciones
- 1977. Botanische Kupferstiche und Porträts von Daniel Chodowiecki, 16.10.1726-7.2.1801

### Libros
- 1993. Tsela go ya tshimologong e ntshwa. Ed. Christian Literature Publ. 18 pp. ISBN 0620180749
- 1981. Phyllitis hybrida (Milde) C. Christensen: e. monograph. Bearb. mit 31 Abb . Ed. Botan. Garten u. Botan. Museum. 110 pp.
- 1952. Untersuchungen über Bastardierung in der Gattung Asplenium. Bibliotheca botanica. Ed. Schweizerbart'sche. 34 pp.
- La abreviatura «D.E.Mey.» se emplea para indicar a Dieter Erich Meyer como autoridad en la descripción y clasificación científica de los vegetales.[1]